# Marco Appuleio
Marco Appuleio (in latino Marcus Appuleius; ... – post 20 a.C.) è stato un politico e militare romano.

## Biografia
Marco Appuleio nacque da Sesto Appuleio e da Ottavia maggiore, sorellastra dell'imperatore Augusto.
Nel 23-22 a.C. Augusto lo fece legato a Tridentum, nella Regio X Venetia et Histria. Nel 20 a.C. fu eletto console e quella fu una delle poche elezioni del tempo senza discordi elettorali. È probabile che morì poco dopo poiché non si hanno più sue notizie.
Legata al suo nome, un 'epigrafe latina o tabula, di Trento, murata nella lesena esterna della parete meridionale i della Chiesa di Sant' Apollinare a Piedicastello di Trento; l'epigrafe così riporta:  "Imp(erator) Caesar divi f(ilius) / Augustus co(n)s(ul) XI trib(unicia) / potestate dedit.
/ M. Appuleius Sex. f(ilius) leg(atus) / iussu eius fac(iendum) curavit". 
Traduzione: "l'imperatore Cesare Augusto, figlio del divo Cesare, console per l'undicesima volta, in possesso dei poteri tribunizi, ha dato.
M. Appuleio, figlio di Sesto, legato, su suo ordine ha curato l'esecuzione".
L'iscrizione di Marcus Appuleius (CIL V, 5027), databile al 23 a.C. è la più antica testimonianza relativa alla realtà urbana di Tridentum: Cesare Augusto viene citato console per l'undicesima volta, questo ci consente di datare la lapide al 23 a.C. e questa data è ritenuta anche la data in cui Tridentum divenne romana.
l'opera di cui si parla  è forse riferibile alla costruzione di un qualche edificio pubblico cittadino od opera di carattere difensivo, promossa dall'Imperatore Augusto alla cui famiglia Marco Appuleio era legato, In un periodo in cui Roma procedeva alla riorganizzazione di tutto l'arco alpino.
Pochi anni dopo, infatti, Roma condusse la guerra contro i Reti, nella quale Trento svolse un importante ruolo logistico, in quanto punto di partenza e base operativa ideale per le operazioni della campagna di Druso del 15 a.c.
L'opera pubblica eretta da Marco Apuleio non è stata identificata, tuttavia l'epigrafe attesta l'esistenza in età augustea di un centro abitato pienamente inserito ormai nel mondo romano.